# Мосоловка (река)
Мосоловка — река в России, протекает в Усманском районе Липецкой области. Правый приток Байгоры.

## География
Река Мосоловка берёт начало у села Верхняя Мосоловка. Течёт на северо-запад через село Нижняя Мосоловка и впадает в Байгору в селе Грачёвка. Устье реки находится в 82 км по правому берегу реки Байгора. Длина реки составляет 10 км, площадь водосборного бассейна 45,2 км². 

## Данные водного реестра
По данным государственного водного реестра России относится к Донскому бассейновому округу, водохозяйственный участок реки — Матыра, речной подбассейн реки — бассейны притоков Дона до впадения Хопра. Речной бассейн реки — Дон (российская часть бассейна).
По данным геоинформационной системы водохозяйственного районирования территории РФ, подготовленной Федеральным агентством водных ресурсов:
- Код водного объекта в государственном водном реестре — 05010100412107000002949
- Код по гидрологической изученности (ГИ) — 107000294
- Код бассейна — 05.01.01.004
- Номер тома по ГИ — 07
- Выпуск по ГИ — 0